# Tirpitz Museum
Tirpitz Museum (dánsky: Tirpitz Museet), také Blåvand Bunker Museum, je vojenské muzeum v dánském městě Blåvand. Muzeum je postaveno ve starém bunkru na základě návrhu společnosti Bjarke Ingels Group, po kterém je také pojmenováno, přičemž bunkr byl zároveň součástí Atlantického valu.
V areálu se nachází výstava o Atlantickém valu, bunkru samotném, západním pobřeží Dánska, sbírce jantaru a jedna měnící se sezónní výstava.

## Historie
Původní bunkr Tirpitz se začal stavět v roce 1944 jako součást obrany kolem města Esbjerg a zároveň jako součást Atlantického valu, který měl ochránit Třetí říši. Bunkr měl být dokončen na podzim 1945, ale po kapitulaci německých vojsk byla stavba v květnu 1945 zastavena a bunkr tak nebyl nikdy dokončen, přičemž byl také následně opuštěn.
V roce 2012 bylo rozhodnuto předělat původní bunkr na muzeum, přičemž architektonickou soutěž nového muzea vyhrála firma Bjarke Ingels Group a stálé expozice navrhla holandská designová agentura Tinker Imagineers. Slavnostní otevření proběhlo 29. června 2017 a účastnil se jej také korunní princ Frederik a tehdejší ministryně kultury Dánska, Mette Bock.

### Design
Muzeum je zabudováno do písečných dun, jako čtyři jednoduché linie, které se setkávají v křižovatce – zapuštěného centrálního nádvoří, ze kterého je přístup do všech čtyř expozic. Všechny expozice jsou směrem k chodbám a středu prosklené.

### Ocenění
Muzeum vyhrálo také šest architektonických soutěží – například v roce 2017 ocenění IDCA, v roce 2018 SBID a roce 2019 cenu AIA v oblasti architektury.

## Výstavy
Muzeum má dohromady 4 výstavní plochy, z nichž 3 jsou určené k stálé expozici. Dále je možnost vstoupit do původního bunkru a dělostřelecké věže s prosklenou rekonstrukcí dělostřeleckých děl.

### Stálé
- An Army of Concrete – výstava věnovaná Atlantickému valu a příběhům obyvatel z té doby[12]
- West Coast Stories – výstava o historii dánského západního pobřeží za více než 100 000 let[13]
- Gold of the Sea – největší výstava jantaru v Dánsku[14]

### Dočasné
V muzeu je k dispozici také dočasná, sezonní, výstava.